# Joseph Lin Yuntuan
Joseph Lin Yuntuan (chinesisch 林運團, Pinyin Lín Yùn Tuán; * 12. März 1952 in Fuqing, Fujian) ist ein chinesischer römisch-katholischer Geistlicher und Weihbischof in Fuzhou.

## Leben
Joseph Lin Yuntuan studierte von 1979 bis 1983 Philosophie und Katholische Theologie am diözesanen Priesterseminar in Fuzhou. Am 9. April 1984 empfing er das Sakrament der Priesterweihe für die Erzbistum Fuzhou.
Nach der Priesterweihe war Joseph Lin Yuntuan zunächst von 1984 bis 1994 als Pfarrer in mehreren Pfarreien des Erzbistums Fuzhou tätig. 1985 lehrte er zudem am diözesanen Priesterseminar in Fuzhou. Von 1994 bis 1996 fungierte er als Vizepräsident der diözesanen Ökumenekommission. Anschließend wirkte er wieder in der Pfarrseelsorge sowie von 2000 bis 2003 zusätzlich erneut als Vizepräsident der diözesanen Ökumenekommission und als bischöflicher Delegat. Von 2003 bis 2007 war Joseph Lin Yuntuan Diözesanadministrator des Erzbistums Fuzhou, bevor er Delegat des Apostolischen Administrators wurde. Von 2013 bis 2016 verwaltete er das Erzbistum als Apostolischer Administrator ad nutum Sanctae Sedis.
Joseph Lin Yuntuan empfing am 28. Dezember 2017 geheim die Bischofsweihe und gehörte der chinesischen Untergrundkirche an. Am 5. Juni 2025 ernannte ihn Papst Leo XIV. zum Weihbischof in Fuzhou. Die Ernennung wurde jedoch erst sechs Tage später bekanntgegeben, nachdem er staatlicherseits anerkannt worden war. Am selben Tag erfolgte seine Amtseinführung.